# María Becerra
María de los Ángeles Becerra (Quilmes, 12 de febrero de 2000), conocida como María Becerra, es una cantante, compositora, actriz y exyoutuber argentina.
En 2015 comenzó a crear contenido de entretenimiento en su canal de YouTube, el cual contó con más de tres millones de suscriptores. Con ello logró ganar varios premios y protagonizar una obra de teatro. Asimismo, Becerra fue nombrada como una de los 10 youtubers más influyentes de Argentina, según Hill & Knowlton en 2018.
En cuanto a su faceta como cantante, se consolidó en 2019 tras el lanzamiento de su EP debut 222, cuyo tema «Dime cómo hago» debutó en el listado Argentina Hot 100 de Billboard. En 2021 lanzó el EP Animal, parte 1, un adelanto de su primer álbum de estudio Animal, publicado seis meses después, cuyo éxito le permitió realizar la gira Animal Tour. Ese año lanzó las colaboraciones «Además de mí (remix)» con la participación de varios artistas, «¿Qué más pues?» junto a J Balvin y «Miénteme» junto a Tini, las cuales ingresaron al listado Global 200 de Billboard.

## Biografía y carrera artística

### 2000-2010: primeros años de vida
María de los Ángeles Becerra nació el 12 de febrero de 2000, en la ciudad de Quilmes, ubicada en la zona sur del Gran Buenos Aires (Argentina). Fue la tercera hija del matrimonio conformado por Pedro Becerra e Irene Aletti, quienes se conocieron trabajando como médico cardiólogo y enfermera en el Hospital Italiano de La Plata. Tiene dos hermanos mayores, Juan Manuel y Geraldine, y una hermana menor, Aylín. Posee ascendencia chilena y, de forma más distante, de la etnia mapuche; su bisabuela paterna provenía de Chile, y se trasladó a Luis Beltrán (Río Negro) en 1960. Desde pequeña manifestó interés por la actuación, el canto y la pintura, por lo que a los siete años comenzó a tomar clases de canto, comedia musical, danza y expresión corporal en la academia de Valeria Lynch. Además de sus estudios artísticos, practicaba taekwondo y natación, y también formó parte de un grupo de fútbol que jugaba en un potrero cercano a su residencia conocido como «Viejobueno».
Formada como católica, asistió desde pequeña a una escuela de la misma religión. Más tarde, convenció a sus padres de cambiarse a una técnica superior, una escuela con orientación a carreras de oficio, para aprender carpintería y electricista, motivada por el interés que surgió al ver a su hermano realizar proyectos escolares y por considerar que estos conocimientos prácticos serían útiles en su vida. Sin embargo, durante su paso estudiantil en el asistido colegio industrial relató haber sufrido violencia física, acoso sexual e innumerables situaciones de discriminación de parte de sus compañeros hombres, por ser de las pocas mujeres de la institución. Por otro lado, Becerra comentó padecer déficit de atención, lo que la llevó a tener mayor dificultad a la hora de estudiar; como afirmó en una entrevista: «En el colegio me costaba mucho, pero a los que tenemos estos nos suelen tratar de burros, de que no prestamos atención, que boludeamos. A mi mamá la llamaban todo el tiempo por esto cuando en realidad yo me esforzaba mucho y era una frustración muy grande no poder enfocarse».

### 2012-2018: inicios en Internet y carrera comoYouTuber
A los doce años, comenzó a ganar visibilidad en la plataforma Facebook, donde publicaba covers y videos de sus audiciones carentes de éxito para obtener papeles en los programas de televisión infantiles y juveniles producidos por Cris Morena. Al año siguiente, a los trece años, comenzó a explorar su creatividad a través de la escritura de poesías y cuentos que compartía en Internet. Dos años después, impulsada por el apoyo y convencimiento de su mejor amiga de la época, publicó un monólogo de parodia de cinco minutos de duración que alcanzó más de un millón de visitas en un lapso de solo unas horas. Esto la animó a crear un canal de YouTube, en el que luego publicaría videos de canto, vlogs y tutoriales de baile, entre otros.
Un año y medio después de iniciar en YouTube, de acuerdo a Becerra, lo que comenzó como una actividad recreativa se convirtió en un trabajo remunerado, donde empezó a recibir ingresos por sus videos. Con el crecimiento de su canal, surgieron acuerdos comerciales con diversas marcas, oportunidades de presentaciones en eventos como el Club Media Fest y colaboraciones con otros creadores de contenido. Paralelamente, ese mismo año, debutó en la obra de teatro "Original. Laboratorio de clones" en el Teatro Apolo, junto a youtubers como Lucas Garófalo, Alexis Sanzi, GiianPa, Gonzalo Gravano y Belén Giménez, bajo la dirección de Nicolás Scarpino y Sebastián Irigo. Sin embargo, a medida que su fama crecía, todavía se encontraba cursando el quinto año de la escuela secundaria. Esto la llevó a enfrentar un dilema, elegir entre seguir creando contenido para sus videos o priorizar sus estudios. Finalmente, decidió abandonar sus estudios. Becerra afirmó al respecto: «Tenía diecisiete años, ganaba plata haciendo videos y el colegio me sacaba mucho tiempo. Tuve que abandonarlo porque no podía con las dos cosas. A mi familia y a mí nos servía mucho el dinero y no podía darme el lujo de perder esa oportunidad».
En enero de 2018, Hill & Knowlton destacó a Becerra como una de las youtubers más influyentes de Argentina, junto a otros destacados creadores del país como Kevsho, Mica Suárez y Julián Serrano. Ese mismo año, recibió reconocimiento en los Nickelodeon Kids' Choice Awards Argentina al ganar el premio a influencer musical favorito, y adicionalmente fue preseleccionada en la categoría mejor youtuber en la segunda edición de los Premios Martín Fierro Digital, consolidando su presencia en la industria digital y su impacto en la audiencia juvenil.

### 2019-2020: inicios como cantante y222
En marzo de 2019, publicó su "Roast Yourself Challenge", un reto viral entre youtubers que implicaba componer canciones para abordar críticas negativas de manera humorística, en celebración de alcanzar los dos millones de suscriptores en su canal. Alcanzó rápidamente gran popularidad al superar el millón de visitas en pocas horas y, ese mismo año, fue destacado como el video más visto en Argentina según el informe anual difundido por YouTube Rewind. Aunque logró un éxito notable, posteriormente marcaría su transición definitiva hacia la música al decidir dejar atrás su carrera como creadora de contenido.
Previo a abandonar YouTube, retomó las clases de canto en el último semestre del mismo año para centrarse en su carrera musical. Durante estos meses previos a su debut, Becerra compuso doce canciones en inglés, de géneros baladas y rhythm and blues, como consecuencia de los artistas de habla inglesa que escuchaba. Sin embargo, cuando se las mostró a su representante, José Levy, quien había conocido durante su época de youtuber y la representó en ese entonces, le recomendó que hiciera música en castellano porque en ese momento en Argentina no funcionaban canciones en inglés.
Debutó como cantante en septiembre del mismo año, con el lanzamiento de su primer EP, 222, en el que incursionó elementos de pop urbano con breves pasajes de hip hop. El extended play estuvo conformado por tres canciones originales, «Tu lady», «Nada de amor» y «Dime cómo hago». Esta última, logró debutar en el listado Billboard Argentina Hot 100 y, a su vez, marcó su primera entrada dentro del conteo. Posteriormente, en noviembre del mismo año, publicó su primer sencillo junto a su videoclip, «High».
Durante el primer semestre de 2020, continuó publicando varias canciones aunque tuvieron una menor recepción. En julio de ese año, con el sello discográfico independiente 300 Entertainment y, como resultado, presentó el tema «Tú me lo haces fácil».  En septiembre lanzó la versión remix del sencillo «High», junto a la cantante argentina Tini Stoessel y la española Lola Índigo. La canción alcanzó el número 2 en la lista argentina e ingresó en España. Una semana después de la publicación del remix, el tema original fue certificado platino en Argentina. Participó del tema «En tu cuerpo (Remix)», originalmente de Lyanno, junto a Rauw Alejandro y Lenny Tavárez. En noviembre lanzó «Confiésalo» junto a Rusherking, y en diciembre formó parte del lanzamiento de «AYNEA (Remix)» del cantante FMK y el español Beret.

### 2021:Animal
En enero de 2021, lanzó el sencillo principal de la primera parte su primer álbum «Animal», en el que participa la cantante argentina Cazzu. En febrero presentó Animal, parte 1, el comienzo de su primer álbum; seguido de su segundo sencillo «Acaramelao». El EP cambia de tema entre hip-hop, reguetón, trap, R&B y toques de salsa, y explora los temas del empoderamiento de la mujer, el amor y la lujuria. En marzo colaboró con la mexicana Paty Cantú en el sencillo y video «Si yo fuera tú». Participó en «Además de mí (Remix)» de Rusherking junto a Duki y Khea con Tiago PZK y Lit Killah. La canción alcanzó la cima de Argentina Hot 100 de Billboard, y fue certificado triple disco de platino por la Cámara Argentina de Productores de Fonogramas y Videogramas. Al mes siguiente, colaboró con Tini en «Miénteme». El sencillo lideró la cima de Argentina Hot 100 durante seis semanas consecutivas. En mayo, obtuvo su primera nominación en los Premios Carlos Gardel, por «High (Remix)» en la categoría mejor álbum/canción de música urbana/trap. Formó parte de la apertura del programa Showmatch, La academia, dónde interpretó «High» y «Acaramelao». Se unió con Khea en el sencillo «Te necesito», y lanzó «¿Qué más pues?» junto a J Balvin. Este último, alcanzó la primera posición en las listas de Argentina y fue el tercer primer puesto de la artista en Argentina Hot 100.
En junio lanzó el primer sencillo, adelanto de la segunda parte de su primer álbum, «Cazame», en el que canta junto a Tiago PZK. Le sucedió una colaboración con Mariah Angeliq y Bad Gyal, «Bobo». También recibió dos nominaciones a los premios Juventud. En julio, realizó una presentación junto con Patricia Sosa cantando un mashup de «Endúlzame los oídos» y «Acaramelao», para los premios Gardel. El 29 del mismo mes, publicó un nuevo sencillo titulado «Mi debilidad». En ese mes la plataforma Spotify informó que fue la artista argentina más escuchada a nivel mundial.
El 26 de agosto de 2021, publicó Animal, su primer álbum de estudio, acompañado del single, «Wow Wow», en colaboración con la cantante estadounidense Becky G. El álbum debutó en la posición número cinco en la lista de los Top 10 Album Debuts Global de Spotify, y se posicionó en el puesto cuarenta y nueve en la lista de España. Para promocionar Animal, Becerra realizó se embarcó en su Animal Tour, su primera gira mundial que recorrió varios países de Latinoamérica y España. Asimismo, el álbum fue nominado a los premios Gardel como mejor álbum de música urbana, mientras que «Wow Wow» como mejor colaboración de música urbana.
En septiembre grabó con el dúo venezolano Mau y Ricky el tema «Mal acostumbrao». La misma fue presentada por primera vez, a horas del lanzamiento, en el reality La Voz Argentina. Participó del lanzamiento de «En la oscuridad» de Lit Killah, sencillo de su álbum debut MAWZ. Ese mismo mes, Becerra fue nombrada como una de las 100 latinas más influyentes del mundo en la lista "Latina Powerhouse Top 100", publicada por la revista Hola! US. También obtuvo su primera nominación en los Premios Grammy Latinos, en la categoría mejor artista nuevo. Al siguiente lanzó una bachata, «Antes de ti», canción junto su expareja Rusherking, y «No eres tú soy yo», junto a Danny Ocean. En noviembre se unió con Reik en la publicación de «Los tragos», sencillo perteneciente al trío mexicano. En diciembre, Becerra se coronó como una de las artistas femeninas más escuchada del año en Argentina, España y Uruguay; y «Miénteme» como la canción más reproducida en ambos países latinos. También, obtuvo cinco de los 10 videos con más visualizaciones del año en Argentina, según el informe anual de la plataforma YouTube.

### 2022-2023:La nena de Argentina
El 5 de enero de 2022, Becerra participó de la remezcla de «Entre nosotros» junto a Nicki Nicole, tema original de Tiago PZK y Lit Killah. Luego de su estreno, la canción debutó en el primer puesto del listado Argentina, además de entrar a los veinte primeros en España, México y Paraguay, entre otros. Durante ese mes, Becerra ofreció diversas entrevistas donde confirmó que había empezado a componer canciones para su nuevo álbum y que saldría ese mismo año. Más tarde, reveló el título del álbum, La nena de Argentina. «Felices x siempre» fue publicado el 22 de febrero del mismo año, día de cumpleaños de la cantante.En abril de 2022 interpretó su éxito «Qué Más Pues?» junto a J Balvin en los premios Grammy. En mayo de 2022 colaboró con la cantante cubana-estadounidense Camila Cabello en la canción «Hasta los dientes» de su álbum Familia, apareciendo también en el video oficial.En junio de 2022 lanzó «Ojalá» como primer sencillo de su segundo álbum.
Finalmente, el 8 de diciembre de 2022, su segundo álbum de estudio, La nena de Argentina, vio la luz. Proyecto con trece sencillos sin colaboraciones y una gran variedad de géneros como el dembow, reguetón, balada pop, cumbia, entre otros. El bonus track del álbum fue «Desafiando el destino», dedicado a su familia.La radio española Los 40 incluyó al disco como uno de los mejores discos de 2022, y también se ubicó como el séptimo álbum más reproducido de Estados Unidos, además de estar en el puesto cinco de los mejores álbumes debut globales de Spotify.

## Arte

### Influencias
Durante su infancia, se crio en un hogar donde la música era una presencia constante, influenciada por sus padres. Su padre era aficionado a clásicos del rock como Creedence y Pink Floyd, así como bandas nacionales como Los Redonditos de Ricota, quien también cantaba y tocaba la guitarra. Su madre, por su parte, escuchaba a artistas como Mariah Carey, Whitney Houston, Marco Antonio Solís y Luis Miguel, Ricky Martin y Marc Anthony. Becerra reconoció la importancia crucial de su madre en su crecimiento, señalando que «Mi mamá siempre fue más del palo artístico, toda su vida quiso ser bailarina, le encanta lo teatral, el canto, la música. Ella me inculcó mucho esto». Por otro lado, aseguró que su hermano mayor Juan le introdujo al trap y hip hop, haciéndole escuchar a artistas como Wiz Khalifa, Mac Miller y Snoop Dogg, entre otros.
Becerra destacó la importancia de su primer representante, José Levy, en su formación profesional, describiéndolo como «un segundo padre», quien fue una figura clave en su formación artística. Además, reconoce el respaldo de los cantantes argentinos FMK y Estani, así como de Big One, su primer productor discográfico, quienes confiaron en ella y le dieron la oportunidad de desarrollarse en la música. También le atribuye a Big One el haberle enseñado a componer, estructurar y crear melodías para sus canciones. En su trayectoria, ha encontrado apoyo y guía en figuras como Tini Stoessel, con quien ha colaborado y mantiene una relación de amistad y aprendizaje mutuo. Al respecto, Becerra señaló que «Somos amigas ante todo. Y también tenemos una relación de mentora y discípula; me ha enseñado un montón de cosas». También valora el consejo de Stoessel en momentos de incertidumbre, afirmando que «Cada vez que me pasa algo, o tengo dudas relacionadas con lo laboral, recurro a Tini. Porque ella ya vivió las cosas que me pasan a mí ahora hace mucho. Y me da mucha paz». De igual modo, considera a J Balvin como un «mentor» influyente que ha sido una fuente de orientación y motivación en su carrera.
En cuanto a sus influencias musicales, durante su adolescencia se inspiró en las potencias del pop y el rhythm and blues de cantantes como Rihanna, Ariana Grande y Celine Dion, así como en la cumbia mexicana y el tex-mex de Selena Quintanilla. A esta última la descubrió de pequeña a través de la canción «Como la flor», que sonaba en las fiestas familiares. Su admiración por Selena creció con el tiempo, y aseguró que «Ella ha sido una gran inspiración para mí en mis outfits, en los sonidos que uso en mis cumbias y en el tipo de letras». Becerra incluso lleva su nombre tatuado en su brazo derecho. De manera similar, nombró a sus mascotas en homenaje a grandes mujeres de la música: una gata llamada Selena, por Quintanilla, y también una Dalila y una Gilda, inspiradas en estas figuras musicales. También ha manifestado su admiración y ha tomado como referencia a artistas como Natti Natasha, Cardi B, Amy Winehouse, Cazzu, Doja Cat, Myke Towers, Daddy Yankee, La Factoría, De la Ghetto y Shakira, entre otros.

### Estilo musical
Becerra es mayormente conocida como un cantante de música pop urbano y generalmente coquetear con otros géneros como reguetón y R&B. Además, durante su carrera Becerra ha experimentado con varios géneros musicales, desde el pop latino, balada y trap latino hasta la cumbia, bachata, entre otros más. Por otro lado, la cantante declaró sentirse «cómoda» entre diversos géneros que van desde dancehall hasta el afrobeat.
De acuerdo con Billboard, Becerra ha sido caracterizada como «una voz líder en el movimiento pop urbano de Argentina».

## Logros
A lo largo de su carrera, Becerra ha obtenido numerosos reconocimientos y diversos logros destacados. Ha recibido siete nominaciones a los Premios Grammy Latinos desde el comienzo de su carrera musical, incluyendo una nominación a canción del año, aunque aún no ha obtenido un galardón. En los Premios Carlos Gardel ha conseguido alzarse con tres galardones.

### Récords, ventas y listados
Tras el lanzamiento de su primer álbum de estudio Animal, Becerra marcó importantes logros a nivel mundial. El álbum estableció récords como el mejor debut para un álbum femenino argentino, con más de 2,7 millones de reproducciones, y el mejor debut de un álbum argentino, con 16,7 millones de reproducciones en su primera semana a nivel global en Spotify. Por otro lado, Becerra se consolidó como la artista femenina argentina más reproducida a nivel mundial durante cuatro años consecutivos, según los informes anuales de Spotify Wrapped.
Becerra ha logrado un éxito notable en numerosas listas de Billboard, tanto en los Argentina como a nivel mundial. Ha alcanzado el primer lugar en el Billboard Argentina Hot 100 con siete de sus sencillos, siendo «Ramen para dos» el más reciente. En 2021, Becerra se convirtió en la primera artista en la historia del listado en colocar cuatro canciones simultáneamente entre los cinco primeros puestos. En 2023, logró ubicar once de sus canciones simultáneamente en el ranking en una semana, estableciendo el récord para una artista femenina y el tercer lugar en general, solo superada por Duki (15) y Bad Bunny (13). Becerra también ostenta varios récord destacados, acumulando la mayor cantidad de números uno entre las artistas femeninas (7), es la artista con más canciones entre las diez primeras posiciones (30) y la mujer con más entradas en el listado (59). «Miénteme», la colaboración con Tini, representa el mayor éxito de ambas cantantes hasta la fecha. La canción logró el salto más grande de la historia hacia el primer lugar, ascendiendo 74 puestos con respecto a su semana debut.
En el listado Billboard Tropical Airplay, Becerra logró posicionar dos canciones número uno, con «Te espero» y «Así es la vida». De igual manera, hasta la fecha, ha obtenido tres entradas en Hot Latin Songs, así como dos en Latin Airplay y cinco en Latin Rhythm Airplay.
En Estados Unidos, Becerra ha obtenido ocho certificaciones por sus sencillos digitales, con un total de 540 mil unidades certificadas por la Recording Industry Association of America (RIAA).

## Vida personal

### Relaciones
Al comienzo de su carrera en Youtube, Becerra mantuvo un noviazgo con Alexis Sanzi, creador de contenido argentino, que finalizó en 2019. Poco tiempo después empezó una relación con el cantante Rusherking, a quién conoció durante un campamento de música. Luego de dos años, la cantante anunció su separación. Becerra se identifica como bisexual. En noviembre de 2021, en una entrevista para MTV News, declaró: «Cuando entendí y acepté que también me gustaban las chicas, ese fue un momento difícil. Había mucha confusión y prejuicios, y tuve que pensar en cómo lo tomaría mi familia. Fue algo muy pesado que marcó mi vida, así que tengo muchas canciones sobre ese capítulo».
En julio de 2023, tras un año de relación, la cantante anunció su compromiso con el cantante Julián «Rei» Reininger mientras se encontraban de vacaciones en Santorini, (Grecia). En septiembre de 2024, Becerra compartió en Instagram que había sido sometida a una operación después de sufrir un embarazo ectópico con hemorragia mientras ensayaba para su gira. En la publicación, expresó que fue una experiencia muy dura, ya que ella y su pareja habían estado anhelando ser padres y tener un bebé. En abril de 2025, Becerra fue intervenida quirúrgicamente  por complicaciones (hemorragia interna, hipovolemia), de un nuevo embarazo ectópico, que requirió tratamiento intensivo e intubación.

## Filmografía

### Televisión
| Año  | Título      | Rol    | Notas                             | Ref.    |
| ---- | ----------- | ------ | --------------------------------- | ------- |
| 2025 | En el barro | «Cleo» | Participación en serie de Netflix | [ 132 ] |

### Cine
| Año  | Título                | Rol            | Notas                                  | Ref.    |
| ---- | --------------------- | -------------- | -------------------------------------- | ------- |
| 2024 | Mi villano favorito 4 | Poppy Prescott | Doblaje al español para Hispanoamérica | [ 133 ] |

### Teatro
| Año  | Título                          | Rol        | Locación                   | Ref.    |
| ---- | ------------------------------- | ---------- | -------------------------- | ------- |
| 2017 | Original, laboratorio de clones | Ella misma | Gira nacional en Argentina | [ 134 ] |

## Discografía
| Álbumes de estudio - 2021: Animal - 2022: La Nena de Argentina | Extended plays - 2019: 222 - 2021: Animal, parte 1 - 2023: Acoustic Session |

## Giras musicales
Giras
- 2021–2023: Animal Tour
- 2023–2024: La Nena de Argentina Tour